# Пухівка (рослина)
Пухівка (Eriophorum) — рід багаторічних рослин родини осокових, що налічує 27 видів. Його представники поширені переважно в холодних та помірних регіонах Північної півкулі. Рослини мають обмежене господарське застосування, відіграють велику роль у торфоутворенні, серед пухівок є декоративні види.

## Назва
Українська назва роду вказує на найтиповішу ознаку цих рослин — квіти, що мають вигляд пучки м'яких волокон, ззовні схожих на пташиний пух або вату. Характерно, що й в інших мовах назва цих рослин має схоже значення, наприклад, рос. і болг. пушица, нім. Wollgräser — «вовняна трава», англ. cottongrass — «бавовняна трава», чеськ. suchopýr — «сухопір». Так само і наукова назва з давньогрецької перекладається як «та, що несе вовну».

## Опис
Усі представники роду — трав'янисті рослини заввишки 30-40 см. Кореневище горизонтальне, повзуче, часто рослини формують дернини. Стебла тригранні, голі. Прикореневі листки довгі, лінійні, в поперечному перерізі плоскі або тригранні, стеблові — вкорочені або редуковані.
Суцвіття — багатоквітковий колос, в якому окремі квітки розташовані по спіралі в пазухах покривних лусок. Завдяки тому, що квітки розташовані дуже щільно, суцвіття має вкорочену вісь і загалом нагадує парасольку. Квітки двостатеві. Приквіткові луски довгі, м'які, гладкі. Оцвітина складається з численних гладеньких м'яких щетинок, які при плодах дуже розростаються. Тичинок 3. Маточок 3, стовпчики тридільні. Плід — три- або чотиригранний горішок завдовжки 1,5-3 мм, з коротким носиком.

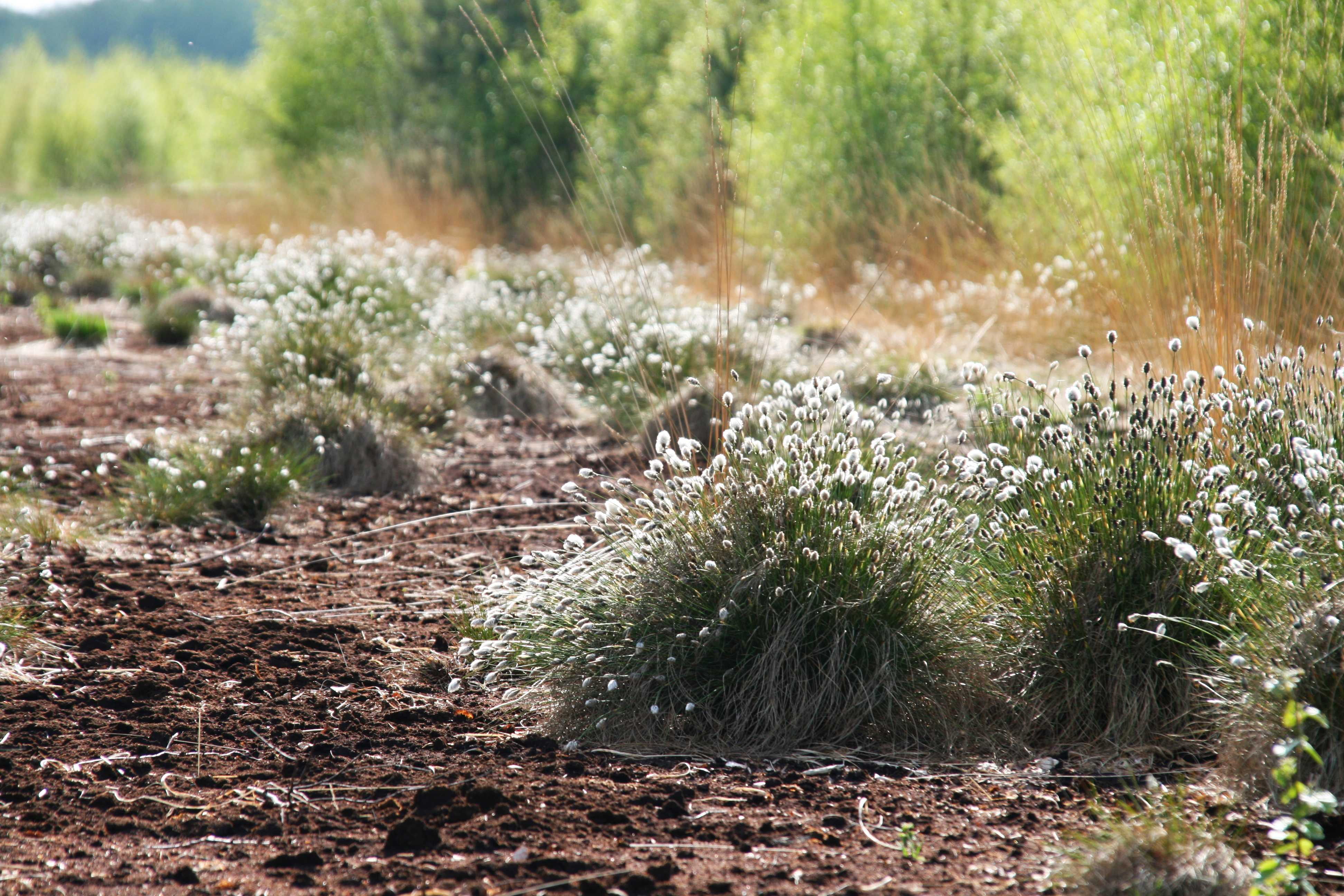
Загальний вигляд дернин
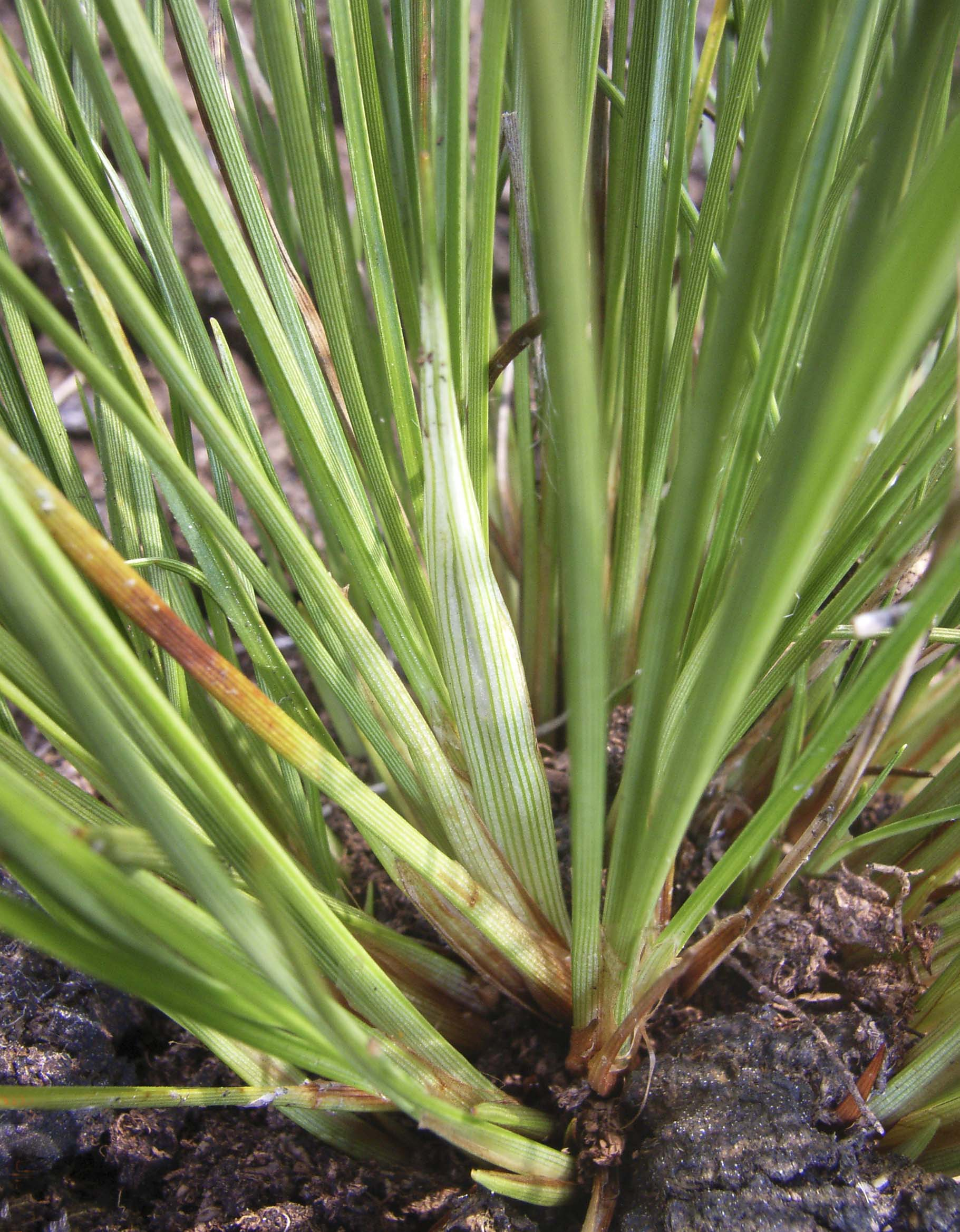
Листя пухівки піхвової
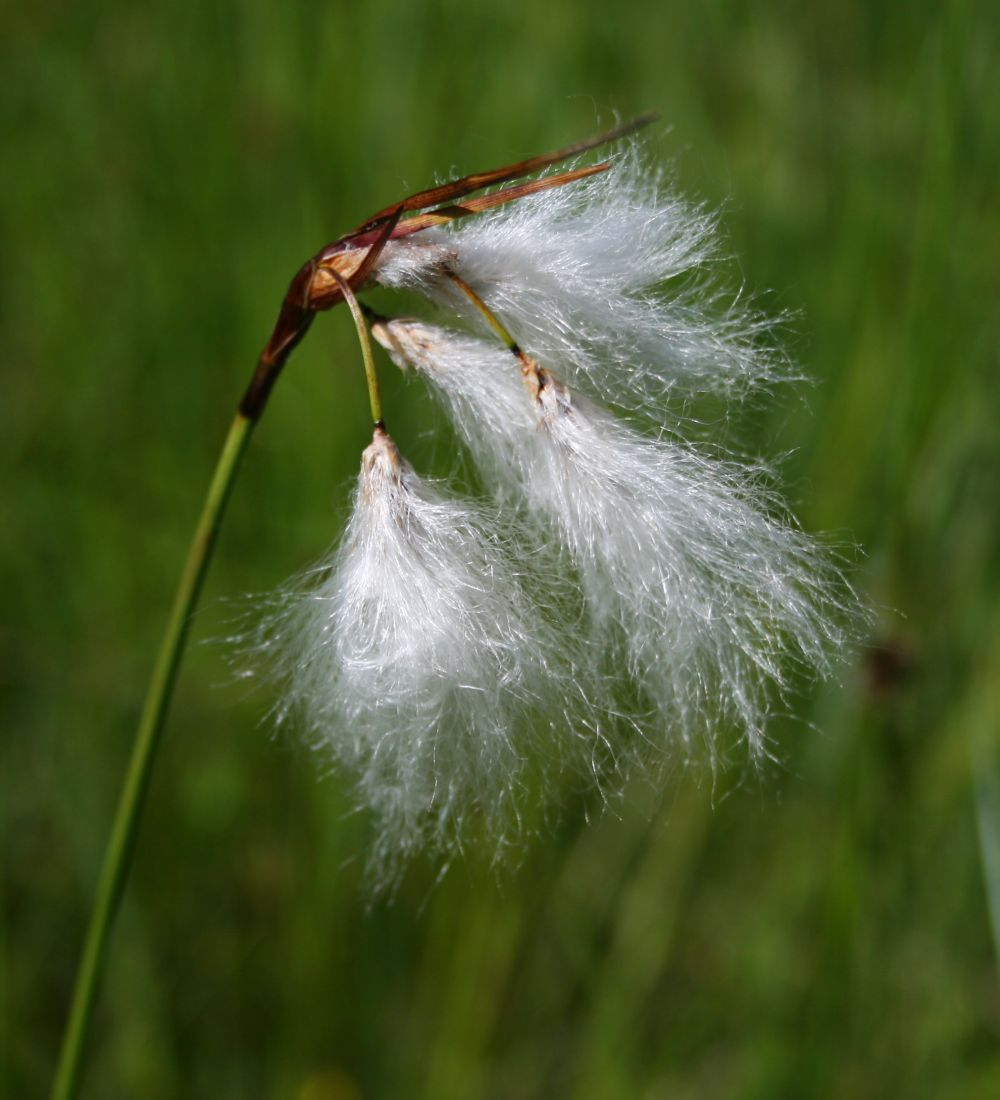
Суцвіття пухівки вузьколистої
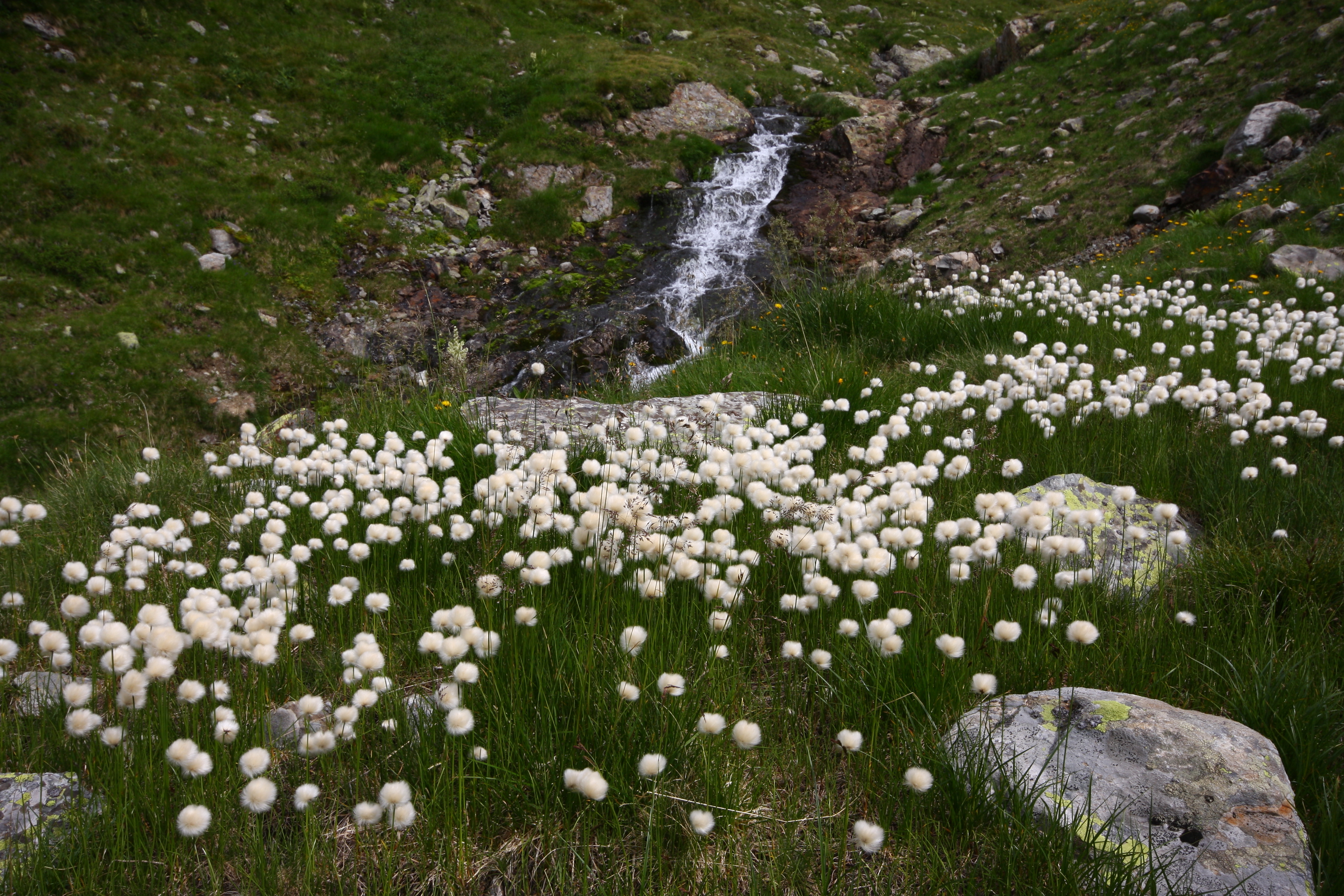
Пухівки у природному середовищі

## Поширення
Більша частина видів зростає в арктичній та помірній зоні Північної півкулі, причому різні види пухівок мають дуже широкі ареали, які часто межують один з одним. Ростуть у тундрах, на торфових болотах, заболочених луках, лісах.
В Україні зафіксовано 5 видів: пухівка Шейхцера, струнка, широколиста, вузьколиста та піхвова, причому 3 останніх види найпоширеніші.

## Екологія
Рослини дуже морозостійкі, світло- та вологолюбні. Зростають у тундрах, на торфових болотах, вологих луках, у заболочених розріджених лісах, де під час цвітіння утворюють аспект. В тундрі разом з осоками часто домінують у трав'яному покрові. Тут пухівки є цінним ранньовесняним кормом для північних оленів, а їх стебла поїдають водоплавні птахи. Крім того, ці рослини відіграють важливу роль в утворенні торфу.
Квітнуть навесні. Запилення і розповсюдження насіння відбувається за допомогою вітру. Пухівки різних видів легко схрещуються між собою. Зокрема відомі такі міжвидові гібриди:
- Eriophorum × beringianum Raymond = Eriophorum angustifolium × Eriophorum chamissonis

Пухівка на гербі Ноєнкірхена

- Eriophorum × fellowsii (Fernald) M.S.Novos. = Eriophorum virginicum × Eriophorum viridicarinatum
- Eriophorum × gracilifolium M.S.Novos.Beauverd = Eriophorum gracile × Eriophorum latifolium
- Eriophorum × medium Andersson = Eriophorum chamissonis × Eriophorum scheuchzeri
- Eriophorum × polystachiovaginatum Beauverd = Eriophorum angustifolium × Eriophorum vaginatum
- Eriophorum × pylaieanum Raymond = Eriophorum chamissonis × Eriophorum vaginatum
- Eriophorum × rousseauanum Raymond = Eriophorum angustifolium × Eriophorum scheuchzeri[1]

## Застосування
Пухівки відіграють певну роль в оленярстві, оскільки навесні добре поїдаються північними оленями. Водночас, їх жорсткі стебла не придатні для згодовування свійській худобі. В минулі сторіччя волокна пухівок використовували для виготовлення тканин, ниток, ґноту, паперу. Переважно, цю сировину додавали до більш якісної і дорогої (наприклад, до бавовни, шовку, овечої вовни) або набивали рослинним пухом подушки. Після винайдення синтетичних волокон такі домішки вийшли з ужитку.
В XXI сторіччі пухівки застосовуються переважно у декоративному садівництві, де використовують усі види, які ростуть в Україні.
Ці рослини увічнені на поштових марках США та Бельгії, а також зображені на гербі німецької комуни Ноєнкірхен.

## Види
| - Eriophorum angustifolium Honck. — пухівка вузьколиста - Eriophorum brachyantherum Trautv. & C.A.Mey. - Eriophorum callitrix Cham. ex C.A.Mey. - Eriophorum chamissonis C.A.Mey. - Eriophorum churchillianum Lepage - Eriophorum comosum (Wall.) Nees - Eriophorum crinigerum (A.Gray) Beetle - Eriophorum gracile Koch — пухівка струнка - Eriophorum humile Turcz. - Eriophorum latifolium Hoppe — пухівка широколиста | - Eriophorum microstachyum Boeckeler - Eriophorum porsildii Raymond - Eriophorum scabriculme (Beetle) Raymond - Eriophorum scheuchzeri Hoppe — пухівка Шейхцера - Eriophorum tenellum Nutt. - Eriophorum tolmatchevii M.S.Novos. - Eriophorum transiens Raymond - Eriophorum vaginatum L. — пухівка піхвова - Eriophorum virginicum L. - Eriophorum viridicarinatum(Engelm.) Fernald |